# راککریک (اورگن)
راککریک (به انگلیسی: Rockcreek) یک منطقهٔ مسکونی در ایالات متحده آمریکا است که در شهرستان واشینگتن، اورگن واقع شده‌است. راککریک ۵٫۲ کیلومتر مربع مساحت و ۹٬۳۱۶ نفر جمعیت دارد و ۵۶ متر بالاتر از سطح دریا واقع شده‌است.